# Echium simplex
Espèce
Echium simplex est une espèce de plantes de la famille des Boraginaceae et du genre des Echium.